# Gare de Dijon-Ville
Gare de Dijon-Ville vasútállomás Franciaországban, Dijon településen.

## Vasútvonalak
Az állomást az alábbi vasútvonalak érintik:
- Párizs–Marseille-vasútvonal
- Dijon-Ville-Is-sur-Tille-vasútvonal
- Dijon-Ville-Saint-Amour-vasútvonal
- Dijon–Vallorbe-vasútvonal
- Dijon-Ville-Épinac-vasútvonal

## Kapcsolódó állomások
A vasútállomáshoz az alábbi állomások vannak a legközelebb:
- Gare de Dijon-Porte-Neuve (Dijon-Ville-Is-sur-Tille-vasútvonal)
- Gare de Gevrey-Chambertin (Párizs–Marseille-vasútvonal)
- Gare de Neuilly-lès-Dijon (Dijon–Vallorbe-vasútvonal)
- Gare de Velars (Párizs–Marseille-vasútvonal)
- Ouges railway station (Dijon-Ville-Saint-Amour-vasútvonal)
- Gare des Laumes-Alésia
- Gare de Beaune
- Gare de Genlis
- Gare d’Is-sur-Tille
- Gare de Vesoul